# فلوريان فروليش
فلوريان فروليش هو رسام سويسري، ولد في 17 ديسمبر 1959 في فافيكون في سويسرا.

## وصلات خارجية
- الموقع الرسمي